# Іваничівська районна рада
Іва́ничівська райо́нна ра́да — орган місцевого самоврядування Іваничівського району Волинської області. Розміщується в селищі міського типу Іваничі.

## Склад ради
Загальний склад ради: 34 депутати.
Виборчий бар'єр на чергових місцевих виборах 2015 року подолали п'ять політичних партій, котрі утворили стільки ж фракцій в районній раді. Всеукраїнське об'єднання «Свобода» здобуло 8 депутатських місць, «Європейська солідарність», «Українське об'єднання патріотів — УКРОП» та Всеукраїнське об'єднання «Батьківщина» — отримали по 7 мандатів, Радикальна партія Олега Ляшка привела 5 депутатів.

### Голова
В листопаді 2015 року головою районної ради був обраний представник ВО «Свобода», колишній голова місцевої райдержадміністрації, Бадзюнь Андрій Анатолійович.